# Ganado (Arizona)
Ganado (navaho Lókʼaahnteel) és una concentració de població designada pel cens dels Estats Units a l'estat d'Arizona. Segons el cens del 2000 tenia 1.505 habitants.

## Demografia
Segons el cens del 2000, Ganado tenia 1.505 habitants, 422 habitatges, i 321 famílies La densitat de població era de 64,9 habitants/km².
Dels 422 habitatges en un 46,7% hi vivien nens de menys de 18 anys, en un 49,3% hi vivien parelles casades, en un 21,8% dones solteres, i en un 23,7% no eren unitats familiars. En el 21,6% dels habitatges hi vivien persones soles el 3,6% de les quals corresponia a persones de 65 anys o més que vivien soles. El nombre mitjà de persones vivint en cada habitatge era de 3,48 i el nombre mitjà de persones que vivien en cada família era de 4,14.
Per edats la població es repartia de la següent manera: un 38,7% tenia menys de 18 anys, un 9,8% entre 18 i 24, un 26,6% entre 25 i 44, un 19,2% de 45 a 60 i un 5,6% 65 anys o més.
L'edat mediana era de 26 anys. Per cada 100 dones de 18 o més anys hi havia 91,3 homes.
La renda mediana per habitatge era de 38.958 $ i la renda mediana per família de 43.281 $. Els homes tenien una renda mediana de 36.250 $ mentre que les dones 26.306 $. La renda per capita de la població era de 7.500 $. Aproximadament el 10,3% de les famílies i el 18,3% de la població estaven per davall del llindar de pobresa.
Segons el cens dels Estats Units del 2010 el 87,31% són nadius americans, el 10,76% blancs i el 0,13% afroamericans. El 2,39% de la població són hispànics.

## Poblacions més properes
El següent diagrama mostra les poblacions més properes.